# 魂 (宮村優子のアルバム)
『魂』（タマシイ）は、宮村優子の4枚目のアルバム。1998年3月21日、ビクターエンタテインメントより発売。

## 解説
- CDジャケットの「魂」の文字は空手家のフランシスコ・フィリォによるものである。
- 「Mother」「MOON」は平沢進がアルバム『救済の技法』にてセルフカバーしている。

## 収録曲
1. Mother
  - 作詞・作曲・編曲：平沢進

後に平沢がセルフカバーしている。
2. あーあ。
  - 作詞：みやむらゆうこ、作曲：新居昭乃、編曲：保刈久明
3. あなたは神を信じますか
  - 作詞：みやむらゆうこ、作曲・編曲：タケカワユキヒデ
4. 愛なんて
  - 作詞：及川眠子、作曲：田中公平、編曲：井上日徳
5. MOON
  - 作詞・作曲・編曲：平沢進

後に平沢が「MOON TIME」とタイトルを変更してセルフカバーしている。
6. タマシー
  - 作詞：大槻ケンヂ、作曲・編曲：野村義男